# Onychocerus versutus
Onychocerus versutus là một loài bọ cánh cứng trong họ Cerambycidae.